# Garry Bocaly
Garry Bocaly (* 19. April 1988 in Schœlcher, Martinique) ist ein ehemaliger französischer Fußballspieler.
Der Verteidiger wurde auf den Außenbahnen eingesetzt und konnte neben seinen defensiven Aufgaben auch offensive Akzente setzen.

## Karriere

### Im Verein
Bocaly gehört seit Januar 2005 zum Profikader von Olympique Marseille. In der Saison 2005/06 absolvierte er sein erstes Spiel in der Ligue 1, so gab er am 5. März 2006 sein Debüt gegen Paris Saint-Germain. Dies sollte auch die einzige Partie für ihn in dieser Spielzeit bleiben. 2006/07 bestritt er immerhin drei Spiele für die Südfranzosen. Zwei davon sogar in der Startformation. Allerdings wurden alle drei Partien verloren. Bocaly gehört hauptsächlich dem Kader des Reserveteams an. Sein aktueller Vertrag läuft bis Juni 2012. Um ihm mehr Spielzeit zu gewährleisten, wurde er für die Saison 2007/08 zum Zweitligisten FC Libourne-Saint-Seurin ausgeliehen. Dort gehörte er zum Stammpersonal und konnte sein erstes Tor im Profibereich erzielen. Am Ende der Saison stieg der Klub als Vorletzter ab. Nachdem er dort Spielpraxis sammeln konnte, entschieden sich die Olympique-Verantwortlichen ihn für die Saison 2008/09 ein zweites Mal auszuleihen. Bocaly blieb in der Ligue 2 trug dort fortan das Trikot des HSC Montpellier. Auch bei Montpellier wurde der Jungspieler Leistungsträger. Im Sommer 2009 endete die Ausleihe und Bocaly kehrte nach Marseille zurück. Doch bereits in der Winterpause wurde er endgültig zurück nach Montpellier transferiert. In der Rückrunde gelang ihm mit dort – durch einen fünften Platz – die Qualifikation zur UEFA Europa League. Dort scheiterte die Mannschaft allerdings in der 3. Qualifikationsrunde am Győri ETO FC und stieg auch in der Liga als Tabellenvierzehnter fast ab. In der folgenden Saison bestritt er 34 Spiele als rechter Verteidiger und war somit wesentlich am überraschenden Gewinn der französischen Meisterschaft beteiligt. Aufgrund einer langandauernden Hüftverletzung, konnte Bocaly bis Anfang 2014 nicht am Spiel teilnehmen. Sein erstes Spiel nach der Hüftverletzung bestritt er erst am 33. Spieltag gegen Olympique Marseille. Sein auslaufender Vertrag wurde nicht verlängert, da er an seinen früheren Leistungen nicht mehr anknüpfen konnte. Zur Saison 2014/15 wechselte er Ablösefrei zum französischen Zweitligisten AC Arles-Avignon.

### In der Nationalmannschaft
Zwischen 2004 und 2005 lief er zwölf Mal für die U-16-Juniorenmannschaft auf. In den folgenden zwei Jahren bestritt er 10 Spiele für die U-17. Dabei konnte er sein erstes Tor erzielen.
Von 2006 bis 2007 war Bocaly Auswahlspieler der U-19 Frankreichs, mit denen er auch an der U-19-Europameisterschaft in Österreich teilnahm und im Halbfinale an Spanien scheiterte. Für diese Jugendauswahl absolvierte er elf Spiele. Am 20. März 2008 wurde er das erste Mal für die U-21 nominiert. Kurz darauf gab er gegen die tschechische Auswahl sein Debüt. Bei insgesamt 14 Einsätzen kam er dann hauptsächlich in Freundschaftsspielen zum Einsatz und nahm an der Qualifikation zur U-21 EM 2011 teil, schaffte diese als Tabellendritter jedoch nicht.

## Titel und Erfolge
- Französischer Meister (2): 2010, 2012